# عسل‌یاب‌ها
عسل‌یاب‌ها (نام علمی: Indicator) سرده‌ای از پرندگان نزدیک گنجشک‌سان در خانواده عسل‌یابان است. این نام به رفتار برخی از گونه‌ها به‌ویژه عسل‌یاب بزرگ اشاره دارد، که انسان را به کلنی‌های بزرگ زنبورها راهنمایی می‌کند تا بتوانند در هنگام شکستن لانه در غنایم موم و حشرات سهیم شوند.
عسل‌یاب‌ها انگل‌های جوجه‌آوری هستند که در آشیانهٔ گونه‌های دیگر تخم‌گذاری می‌کنند، در یک سری حدود پنج تایی در طول پنج تا هفت روز تخم می‌گذارند. بیشتر آنها به گونه‌های ریش‌مرغان آفریقایی علاقه‌مند هستند، اغلب به گونه‌های ریش‌مرغ و دارکوب مرتبط هستند. این موضوع شناخته شده‌است که جوجه‌های نورس، جوجه‌های میزبان خود را به‌طور فیزیکی از آشیانه بیرون می‌کنند و قلاب‌هایی روی نوک خود دارند که با آن‌ها تخم‌های میزبان را سوراخ می‌کنند، یا جوجه‌ها را با پارگی‌های مکرر می‌کشند، البته اگر ضربه‌ای مهلک نباشد.